# Інхіл
Інхіл (англ. Inkhil, араб. أنخل) — місто в Сирії, що об'єднує найбільшу друзьку общину в нохії Ес-Санамейн, яка входить до складу мінтаки Ес-Санамейн у південній сирійській мухафазі Дара.